# ホロフェルネスの饗宴におけるユディト
『ホロフェルネスの饗宴におけるユディト』（西: Judit en el banquete de Holofernes, 英: Judith at the Banquet of Holofernes）は、オランダ黄金時代の巨匠レンブラント・ファン・レインが1634年に制作した絵画である。油彩。主題ははっきりせず、『旧約聖書』外典の「ユディト記」で言及されている女主人公ユディトを描いた作品と考えられているが、かつては第二次ポエニ戦争時代のカルタゴの貴婦人ソフォニスバとも、カリアの王マウソロスの王妃であったアルテミシア2世とも考えられていた。初代エンセナダ侯爵セノン・デ・ソモデビーリャのコレクションに属していたことが知られ、宮廷画家アントン・ラファエル・メングスに購入されてスペイン王室のコレクションに加わった。現在はマドリードのプラド美術館に所蔵されている。

## 主題

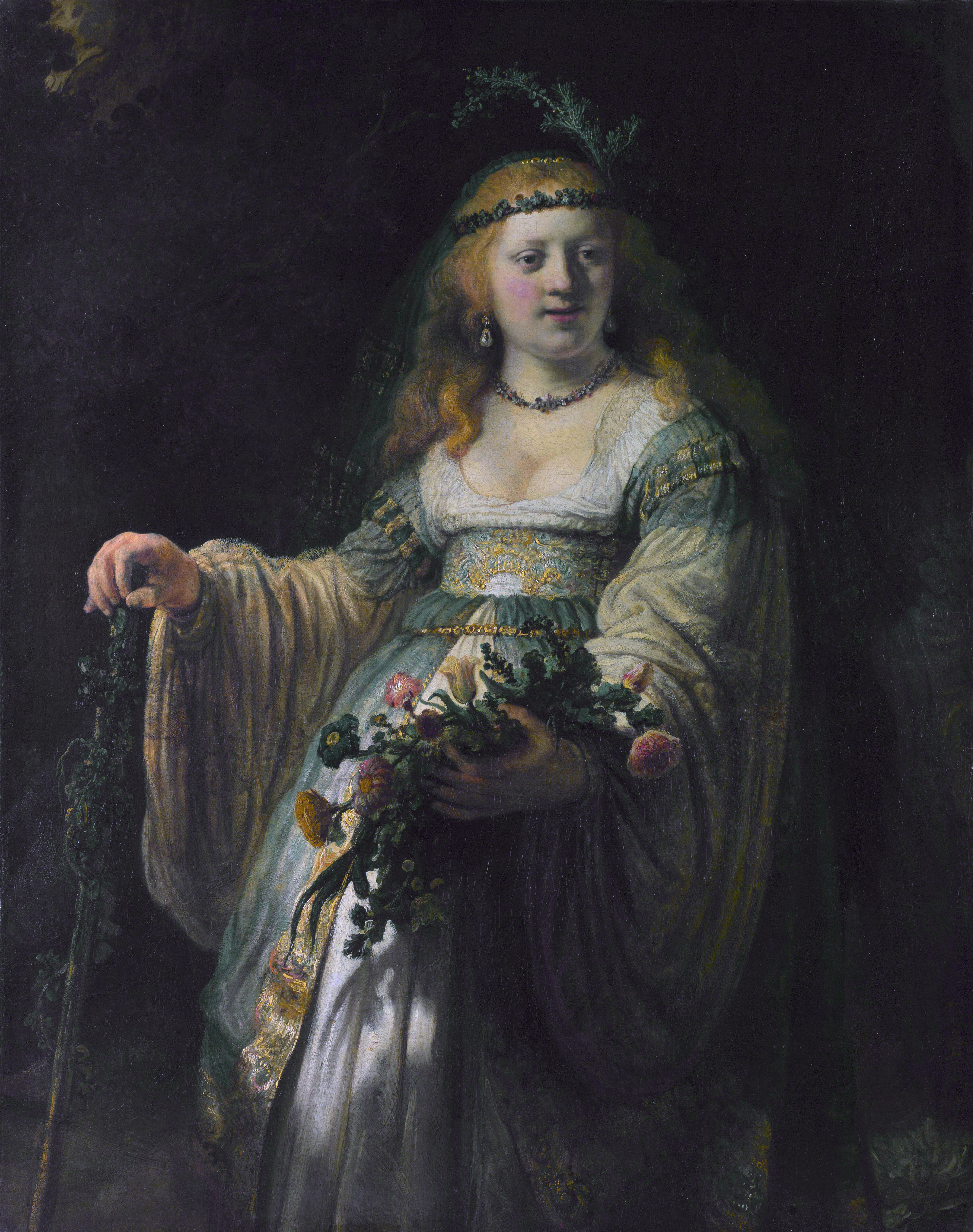
1635年の『アルカディアの衣装を着たサスキア』。以前はフローラを描いたと考えられていた。ロンドン・ナショナル・ギャラリー所蔵。

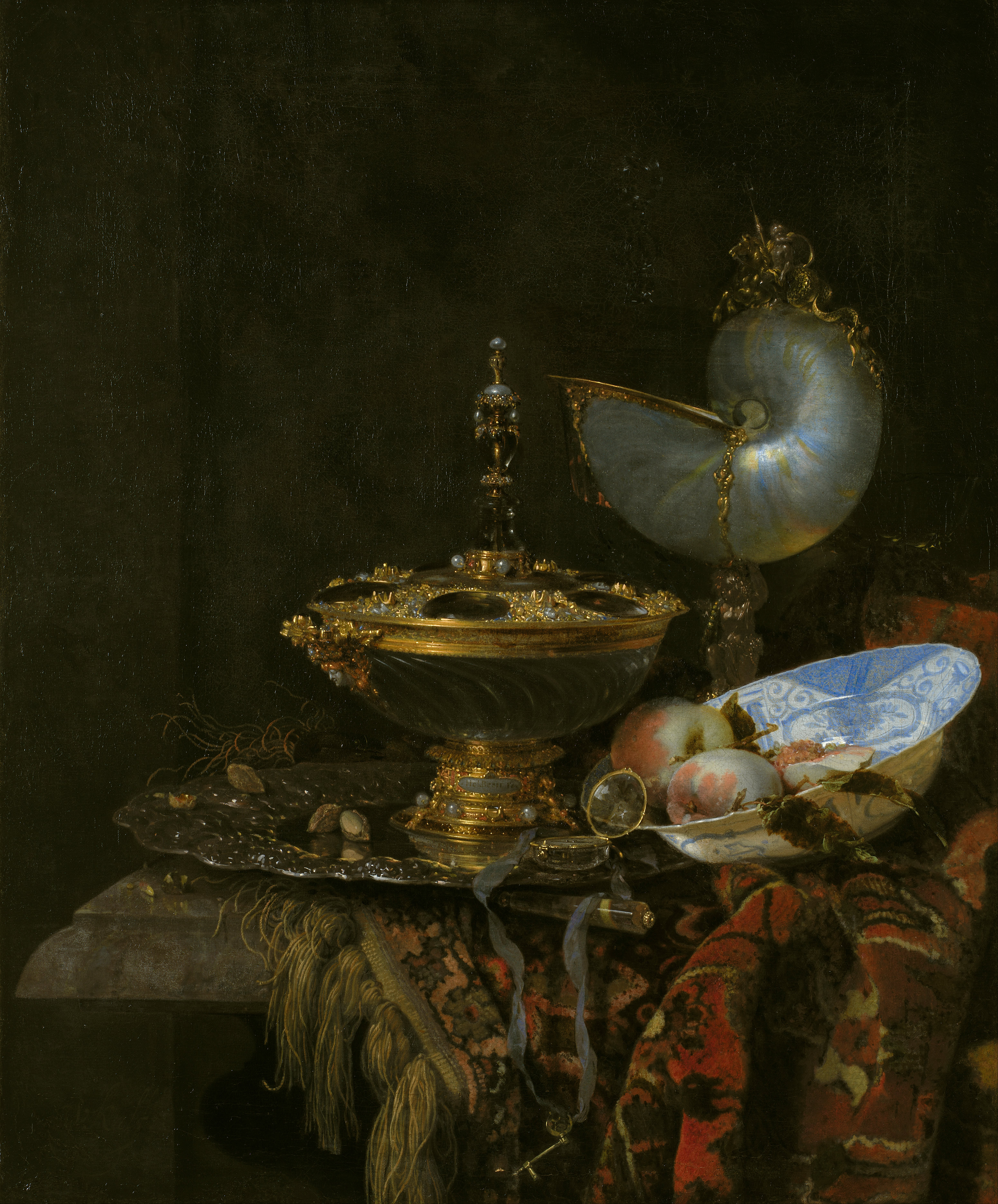
ウィレム・カルフの1678年の静物画に登場するオウムガイ。

アッシリア王ネブカドネザルはメディアとの戦争に勝利したのち、援軍を送らなかった諸民族を滅ぼすためホロフェルネスを派遣した。ホロフェルネスは歩兵12万、騎兵1万2000の軍勢を率いてティルス、シドン、アシュドド、アシュケロンなどの諸都市を攻略したのち、イスラエルに迫り、ユディトの住むベツリアを包囲した。水源を絶たれた町の指導者オジアスは降伏を決意するが、ユディトはオジアスと民を励ます。ユディトは水を浴びて、身体に香油を塗り、高価な衣服で着飾り、召使の女を連れてホロフェルネスの陣営に赴いた。そしてホロフェルネスに行軍の道案内を申し出た。美しいユディトは歓迎され、4日目にホロフェルネスはユディトを口説くつもりで酒宴に呼び出したが、ホロフェルネスは彼女にすっかり魅了されて泥酔した。そこでユディトはホロフェルネスの剣で彼の首を切り落とすと、召使いは首を食糧の袋に入れ、彼女とともにホロフェルネスの首をベツリアに持ち帰った。
本作品の主題は以前はソフォニスバともアルテミシア2世ともいわれていた。ソフォニスバは第二次ポエニ戦争時代のカルタゴの将軍ハスドルバル・ギスコの娘である。当時ローマと同盟関係にあったヌミディアの王子と結婚し、夫を魅了して国内のローマ人から引き離した。さらにヌミディアの別の王マシニッサもまたソフォニスバの魅力の虜となった。同盟軍を失うことを恐れたスキピオ・アフリカヌスは彼女の夫にソフォニスバの死を要求した。夫は逆らうことができず、ソフォニスバに毒入りの杯を送り、彼女はそれを飲んだと伝えられている。
ソフォニスバの図像はアルテミシア2世と似ている。カリア王マウソロスの王妃アルテミシアは夫の死後、王位を継承し、ハリカルナッソスに世界の七不思議の1つであるマウソロス霊廟を建設した。またアルテミシアは夫の遺灰を飲み物に混ぜて飲み、自らを生ける墓としたともいう。

## 作品
レンブラントは暗い背景の中に浮かび上がるユディトの姿を描いている。ユディトはゆったりと膨らんだ長い袖のドレスと、その上に白いシルクのガウンと大きなアーミンの毛皮の襟を身にまとい、真珠と金の髪飾り、2つの真珠のネックレス、真珠のブレスレット、ティアドロップの真珠のイヤリング、ルビーとサファイアをふんだんに使用した金の留め具と鎖で身を飾っている。ユディトは青紫の腕の前部だけが見える肘掛け椅子に座っている。ユディトは身体をわずかに画面左側に向けているが、頭は逆方向の右側を向き、眼だけで右側を見つめている。ユディトは左手をテーブルの上につき、右手を胸に当てている。ダマスク織のクロスで覆われたテーブルの上には開かれた書物が置かれている。画面左の前景では、召使の少女が鑑賞者に背を向けてひざまずき、ユディトにワインを注いだゴブレットを差し出している。ゴブレットはオウムガイの殻にステムを取り付けて容器として用いている。どちらの女性像も等身大の七分丈で描かれている。
レンブラントはユディトに召使いや鑑賞者に対して高い視点を与え、劇的なキアロスクーロ（明暗法）を使用することで、ユディトの存在感を強調している。また画面左から光をユディトの身体に当てることで、白いガウンを強く輝かせ、その反射光で召使いの横顔やゴブレットの側面を照らしている。
背景は非常に暗く、顔料が化学分解したためか、19世紀後半または20世紀初頭に行われた修復のためにその大部分が失われた。本作品を撮影した古い写真は絵画の本来の姿を現代に伝えており、それによると少女の召使いと老女の間にテーブルクロスと似たダマスク織のカーテンがあった。しかし現在の背景で見ることができるのは、ほとんど座っているユディトと召使いの少女、2人の間にいる老女の姿だけである。老女は白いトーク帽を被り、両手でホロフェルネスの首を入れるための袋を持っている。

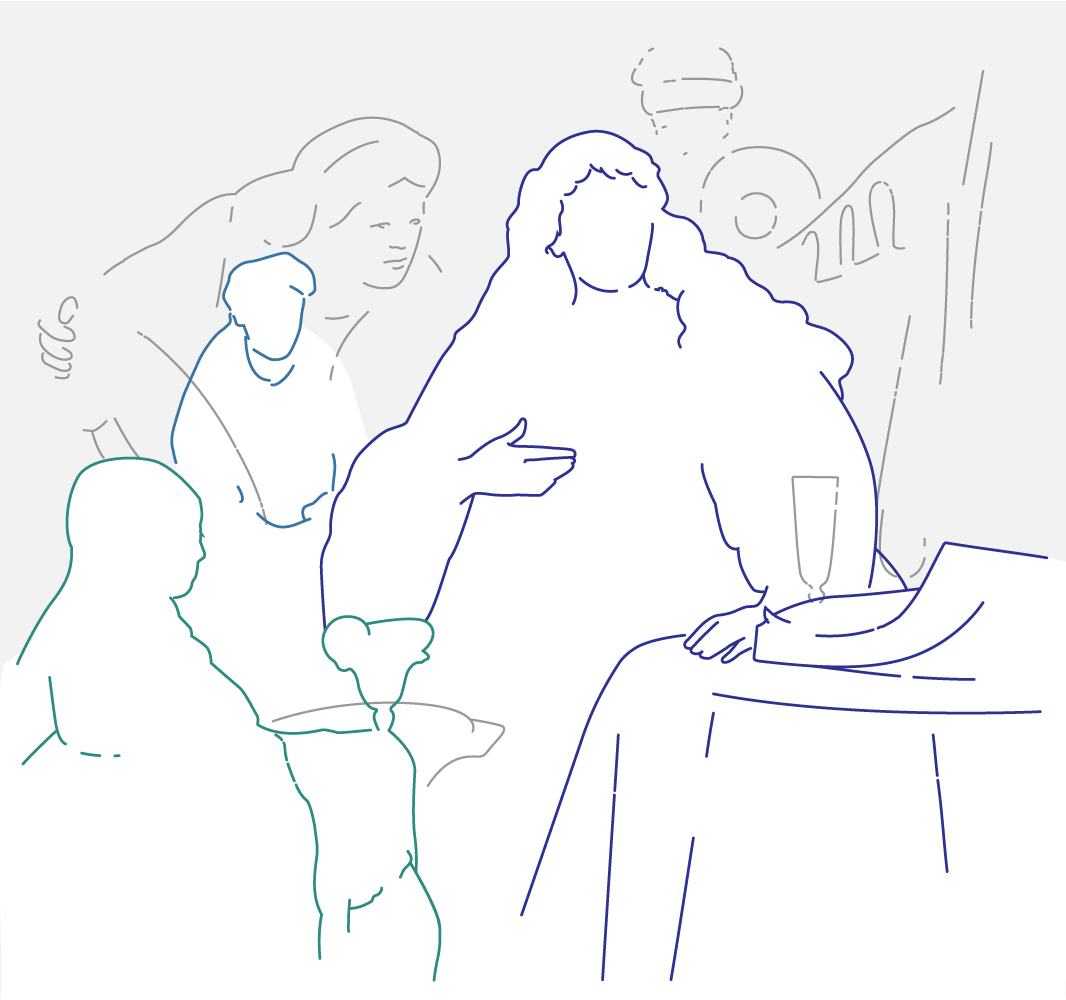
プラド美術館のX線撮影から得られたもとの構図。

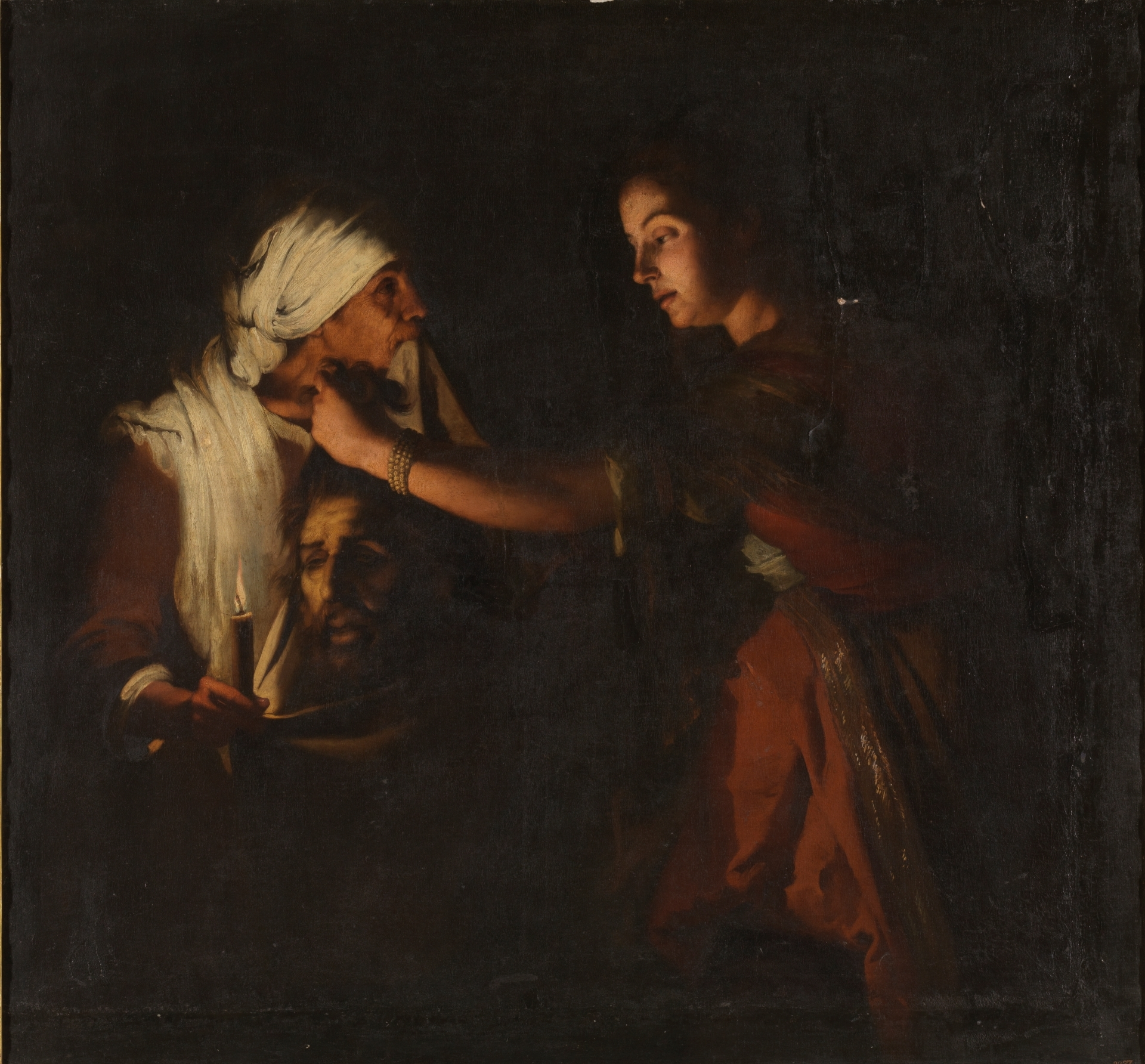
アダム・デ・コステルの絵画『ホロフェルネスの頭を持つユディト』。17世紀。プラド美術館所蔵。

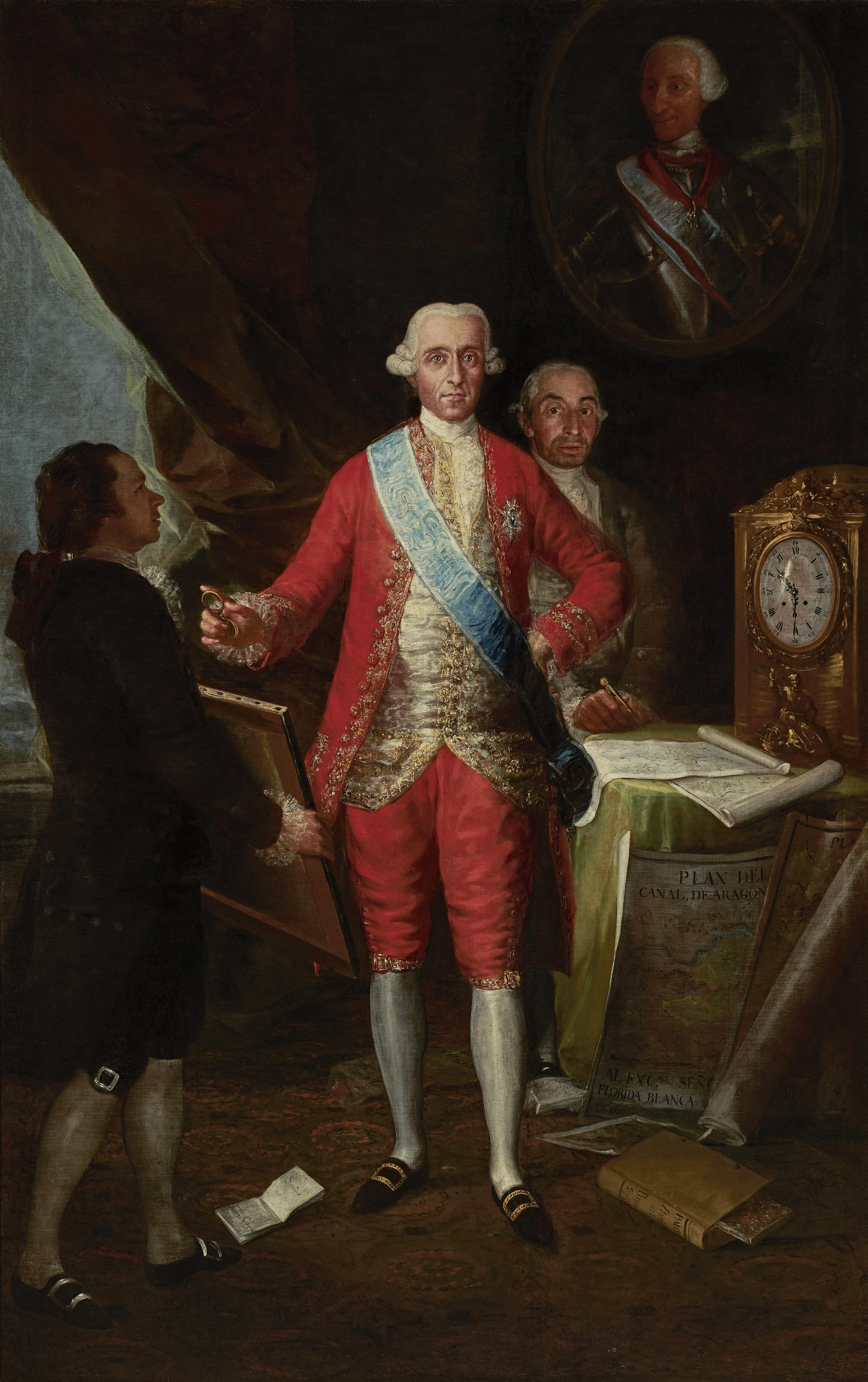
フランシスコ・デ・ゴヤの『フロリダブランカ伯爵の肖像』。スペイン銀行ビル所蔵。

『ホロフェルネスの饗宴におけるユディト』は1633年から1635年にかけて制作された古代神話の女神や英雄的な女性を描いた典型的な作品で、メトロポリタン美術館の1633年の『ベローナ』（Bellona）、エルミタージュ美術館の1634年の『フローラ』（Flora）、ライデン・コレクション（The Leiden Collection）の1635年の『書斎のミネルヴァ』（Minerva in haar studeervertrek）、ロンドン・ナショナル・ギャラリーの1635年の『アルカディアの衣装を着たサスキア』（Portrait of Saskia van Uylenburgh in Arcadian costume）といった作品群に属している。それらはすべて同じ女性モデルに基づいており、伝統的に1633年に婚約し、1634年に結婚したレンブラントの妻サスキア・ファン・オイレンブルフを描いていると考えられている。もっとも、細部に注意を払わずに光と影の強いコントラストに基づいて顔を形作っている本作品は、多くの研究者がサスキアの肖像画ではなく以前から使用している古いタイプの女性像であると考えている。この女性像のタイプがフランドルの巨匠ピーテル・パウル・ルーベンスに基づいていることは明白であり、レンブラントがルーベンスに対して対抗意識を持っていたことを示している。さらに同様の女性像は、レンブラントだけでなく、ヤン・リーフェンスやサロモン・デ・ブライの同時期の作品にも見出すことができる。
X線撮影による科学的調査は、絵画がもとの構図から大きく変化していることを明らかにした。もともと、椅子に座った女性とゴブレットを差し出している少女との間の空間には、老女ではない別の女性の召使いが描かれており、彼女は右手に長方形の物体を持ち、椅子に座った女性を見つめながら、側面から寄りかかっている。彼女の持つ物体の下辺は召使いの少女の頭で中断されているため、少女がもとの構図の一部であると分かる。構図の右側、座っている人物の後方には天蓋らしきものがはっきり見える。書物の手前には座った女性の左腕と重なるようにゴブレットが配置されていたが、後で削除されている。その後、もとの背景は塗りつぶされ、古い写真に見られる画面両側のカーテンと袋を持った老女の召使いが再配置された。

## 解釈
X線撮影による科学的調査は、なぜ構図が変更されたのかという疑問を提起する。この問題は本作品の解釈が困難な図像と直接関係している。これまで絵画はカルタゴの貴婦人ソフォニスバや、カリア王妃アルテミシア2世を描いたものと考えられていたが、召使いの老女、袋、ゴブレットを持った召使いの少女、ヒロインの豪華な衣装、古い写真で確認できる背景のカーテン、テーブルの上の開いた書物といった要素は、『ホロフェルネスの饗宴におけるユディト』であることを示唆している。この解釈はユディトがスペインに対するオランダ人の愛国的主張を象徴した聖書の女主人公の1人であり、解放のための闘争に身を投じたオランダ人をユダヤ人の伝説と重ね合わせることができるため、歴史的な観点からも説得力がある。
また、この解釈はこれまで顧みられなかった初期の目録の絵画の説明とも一致している。すなわち、現在知られている最古の所有者である初代エンセナダ侯爵セノン・デ・ソモデビーリャの1754年の目録において、本作品は半身像のユディトとして記載されている。またスペイン国王カルロス4世の1794年の目録でもユディトとされており、当時女王の間にあった本作品に続いて、同じくユディトを主題とする別の絵画『ホロフェルネスの頭の入った袋を片付けるユディト』が記載されている。この絵画は本作品と同じサイズで、やはりエンセナダ侯爵のコレクションに由来する作品である。当時レンブラントの作品とされ、現在はアダム・デ・コステルに帰属されている。
その一方、椅子に座った女性をアルテミシア2世とする解釈は、X線撮影で見つかった召使いが持っている物体を、マウソロスの遺灰が落ちる大皿と見なしている。タコ・ディビッツ（Taco Dibbits）はこの物体を、アルテミシア2世が自身の姿を見るための鏡ではないかと考えている（2006年）。
本作品の主題をユディトとしたとき、もとの構図で描かれていた召使いが持った物体は大皿として解釈でき、ゴブレットを差し出す召使いとともに、ホロフェルネスの陣営での歓迎と酒宴の一節に基づくと考えることができる。同様にX線画像の右側に見える天蓋もまた「ユディト記」10章20で説明されているホロフェルネスが休息していた天蓋付きの寝台を表すと考えられる。おそらくレンブラントは図像的伝統がないホロフェルネスの陣営に到着したユディトを描こうとしたが、当初の構図では鑑賞者が主題を理解することが困難と考え、主題の識別を容易にするために構図を変更したと考えられる。

## 帰属
レンブラントへの帰属については懐疑的な研究者が多かったが、レンブラント研究プロジェクトは1986年の全集（RRP vol.2）に本作品を含めている。また同年にプラド美術館が行った科学的調査はレンブラントの作品であることを裏づけている。レンブラントの署名については、ストロークが不安定であり、黄色を使用している点が疑問視されているが、「Rembrandt」ではなく「d」のない「Rembrant」と署名している点は、1633年の様々な絵画、1632年から1633年のいくつかの版画、レンブラントが署名した最初期の文書と一致している。さらに記入された日付はこの頃のレンブラントに特徴的な様式と一致している。

## 来歴
美術史家クルス・ヤバルによると、絵画はフェリペ4世国務長官ドン・ジェロニモ・デ・ラ・トーレ（Don Jerónimo de la Torre）のコレクションにあったらしい。クルス・ヤバルは1718年までは国務長官とその親族に関連する文書で追跡できると述べている。その後、絵画は初代エンセナダ侯爵セノン・デ・ソモデビーリャのコレクションに入り、エンセナダ侯爵の1754年の目録に記載されている。1769年、宮廷画家アントン・ラファエル・メンスがスペイン国王カルロス3世のためにエンセナダ侯爵から他の28点の絵画とともに購入した。スペイン王室のコレクションに加わった絵画は1772年と1794年に記録され、1794年のスペイン国王カルロス4世の目録でも新王宮の女王の間で記録された。1814年から1818年にかけては王宮の女王の間の前室を飾ったとして記録された。

## 影響
スペインの宮廷画家フランシスコ・デ・ゴヤの1783年の肖像画『初代フロリダブランカ伯爵ホセ・モニーノとフランシス・デ・ゴヤ』（José Moñino, 1st Count of Floridablanca and Francisco de Goya）に影響を与えたことが指摘されている。

## ギャラリー

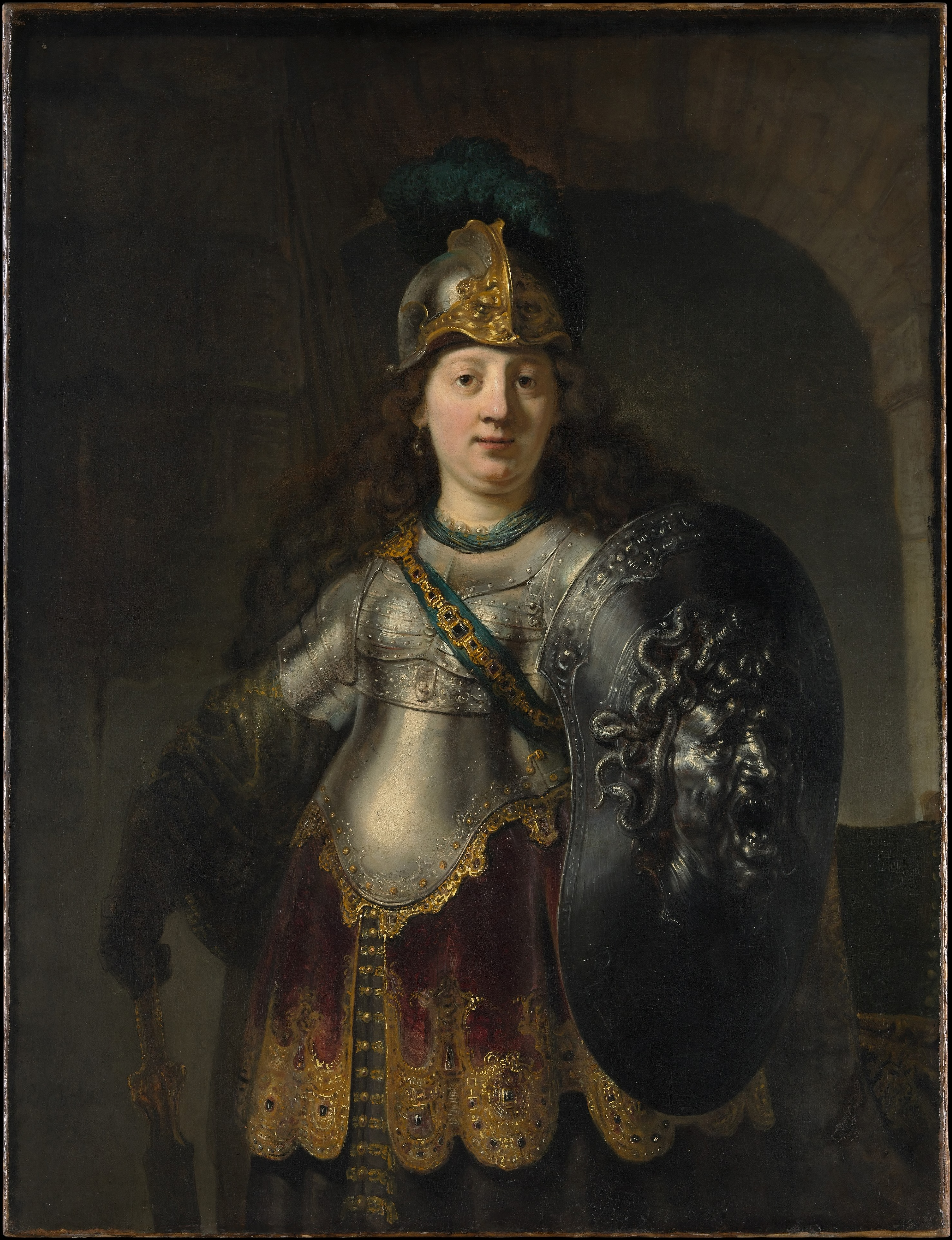
『ベローナ』1633年 メトロポリタン美術館所蔵
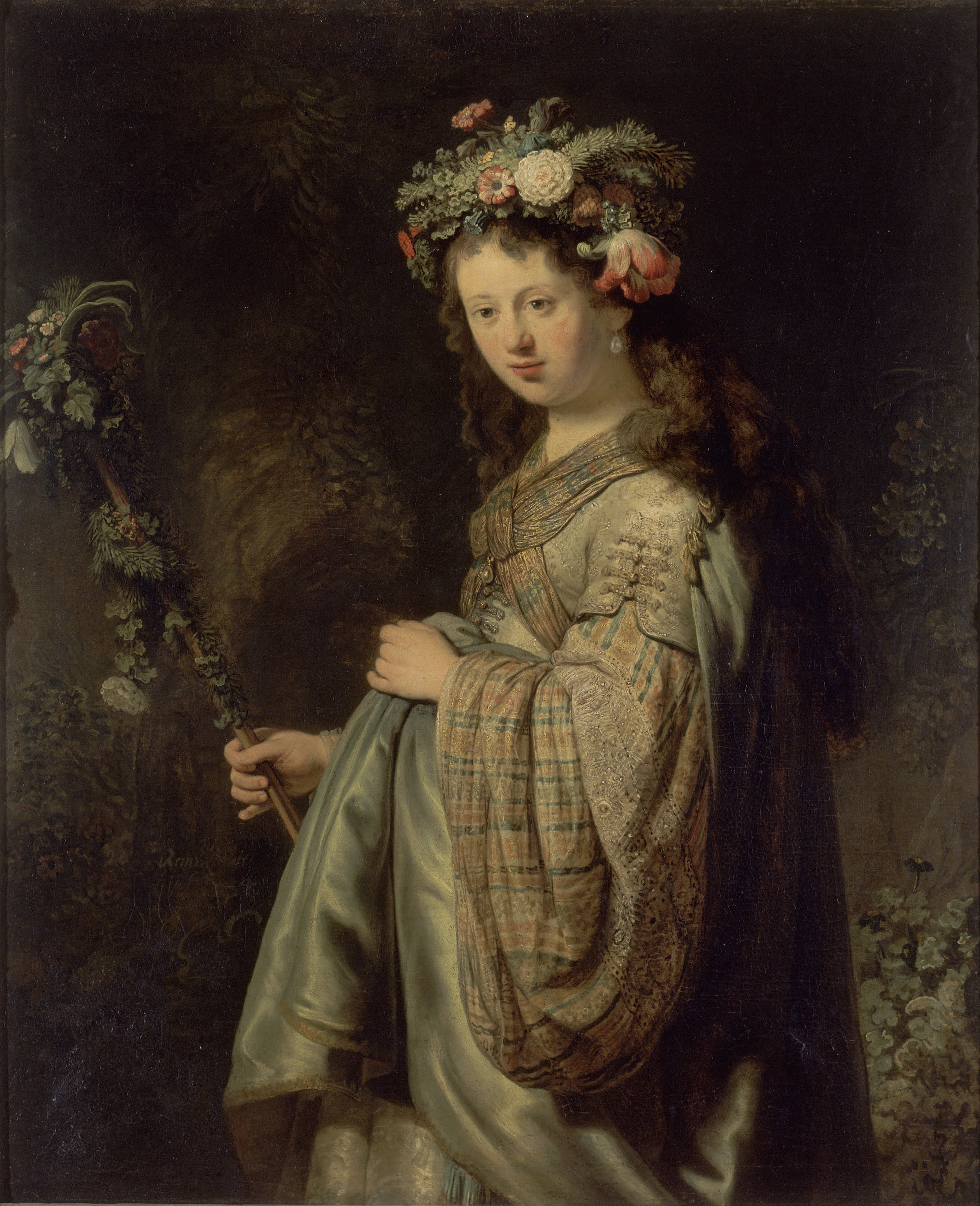
『フローラ』1634年 エルミタージュ美術館所蔵
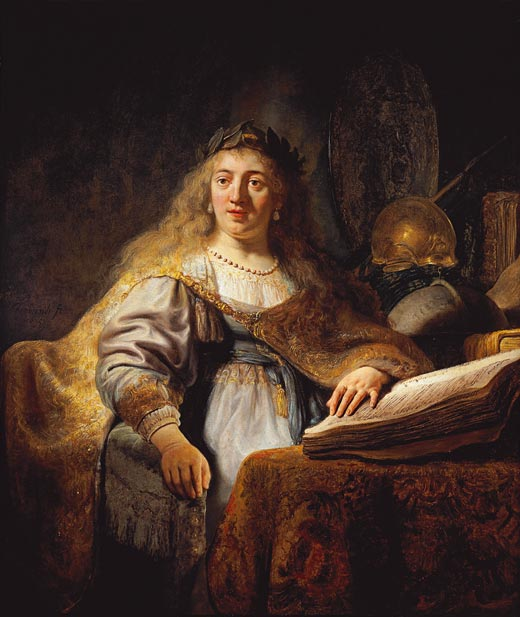
『書斎のミネルヴァ』1635年 ライデン・コレクション（The Leiden Collection）所蔵